# Sarah Sutton
Sarah Sutton (Basingstoke, 12 dicembre 1961) è un'attrice britannica.

## Biografia
Ha studiato danza fin da bambina e all'età di 11 anni fu la più giovane interprete di Alice nello spettacolo Alice Through The Looking Glass. Nel 1981 interpreta il ruolo di Nyssa nella nota serie televisiva Doctor Who, che le dà notorietà fino al 1983. Riprenderà questo ruolo anche in parodie, audiodrammi e nel remake del 2013.

## Filmografia
- Menace (1973)
- Play for Today (1973)
- Alice Through the Looking Glass (1973)
- Late Call (1975)
- Ten from the Twenties (1975)
- Oil Strike North (1975)
- Westway (1976)
- The Moon Stallion (1978)
- The Crucible (1980)
- Doctor Who (1981-1984)
- Casualty (1989)
- Unnatural Pursuits (1992)
- Doctor Who: Dimensions in Time (1993)
- TravelWise (2000)
- The Five(ish) Doctors Reboot (2013)